# Сан-Рокко-аль-Порто
Сан-Рокко-аль-Порто (итал. San Rocco al Porto) — коммуна в Италии, располагается в регионе Ломбардия, подчиняется административному центру Лоди.
Население составляет 3249 человек, плотность населения составляет 108 чел./км². Занимает площадь 30 км². Почтовый индекс — 26865. Телефонный код — 0377.
Покровителем населённого пункта считается Святой Рох (итал. San Rocco). Праздник ежегодно празднуется 16 августа.